# Томино Село
Томино Село (мкд. Томино Село) је насеље у Северној Македонији, у средишњем делу државе. Томино Село припада општини Македонски Брод.

## Географија
Насеље Томино Село је смештено у средишњем делу Северне Македоније. Од седишта општине, градића Македонски Брод, насеље је удаљено 30 km северно.
Рељеф: Томино Село се налази у области Порече, која обухвата средишњи део слика реке Треске. Дато подручје је изразито планинско. Село се налази у долини леве притоке реке Треске. Западно од насеља уздиже се планина Песјак. Надморска висина насеља је приближно 900 метара.
Клима у насељу је планинска због знатне надморске висине.

## Историја
Почетком 20. века, као и Порече, становништво Томиног Села је било наклоњено српској народној замисли, па се месно становништво у изјашњавало Србима.
Српска школа у месту је дозвољена 9. октобра 1897. године. Водила се на мутавелију (управитеља) мештанина Симеуна Крагујевића. Прослављена је 1900. године у месту школска слава Св. Сава. Кум славе био је С. Крагујевић, а у школи је беседио учитељ Марко Церић Призренац.

## Становништво
По попису становништва из 2002. године, Томино Село је имало 44 становника.
Претежно становништво у насељу су етнички Македонци (100% према последњем попису).
Већинска вероисповест у насељу је православље.